# 兼重政宣
兼重 政宣（かねしげ まさのぶ）は、江戸時代中期の長州藩士。家格は遠近附、300石。父は兼重元可。

## 生涯
寛永6年（1629年）に長州藩士の兼重元可の五男として生まれる。毛利秀就、綱広、吉就、吉広の4代に仕えた。
宝永3年（1706年）9月26日に死去した。享年78。子の政英が跡を継いだ。